# Các tu viện Armenia của Iran
Các tu viện Armenia của Iran nằm tại tỉnh Tây Azerbaijan và Đông Azarbaijan là tổ hợp 3 nhà thờ Armenia được xây dựng trong khoảng thời gian giữa thế kỷ thứ 7 và 14 bao gồm Tu viện Thánh Thaddeus, Tu viện Thánh Stepanos và Nhà nguyện Dzordzor. Ba nhà thờ mang giá trị nổi bật về truyền thống kiến trúc và trang trí Armenia, trở thành trung tâm chính trong việc phổ biến văn hóa Armenia trong khu vực, đồng thời là nơi hành hương của Thánh Giuđa Tađêô và các tông đồ. Chúng là những Di tích cuối cùng của nền văn hóa Armenia cổ ở phía đông nam Armenia và đang trong tình trạng được bảo quản tốt.

## Vị trí
Quần thể này nằm ở hai tỉnh Tây và Đông Azerbaijan bao gồm ba nhà thờ đã trải qua nhiều lần tái thiết là Tu viện Thánh Thaddeus, Tu viện Thánh Stepanos và Nhà nguyện Dzordzor. Tu viện Thánh Thaddeus được gọi là "Kara Kelisa" hay "Nhà thờ Đen" cùng với Nhà nguyện Dzordzor nằm ở Tây Azerbaijan, cách Maku 18 km (11 dặm).. Trong khi đó, Tu viện Thánh Stepanos nằm cách thành phố Jolfa 17 km (11 dặm), thuộc tỉnh Đông Azerbaijan.

## Lịch sử
Người Armenia đến khu vực tây bắc Iran vào thế kỷ thứ 6 TCN tại khu vực gọi là Azerbaijan Iran và chuyển đổi sang đạo Cơ đốc vào đầu thế kỷ 4. Một phần của khu vực này là khu vực lịch sử của Armenia. Một số nhà nguyện lớn nhất của người Armenia và các nhà thờ, tu viện lớn trên thế giới nằm tại khu vực này. Đây cũng là nơi có các nhà thờ lâu đời nhất tại Iran.
Theo các báo cáo chưa được công bố, người ta tin rằng Thánh Thaddeus đã được chôn cất tại khu vực Tu viện Thánh Thaddeus vào thế kỷ 1 và Thánh Gregory chịu trách nhiệm thiết lập tu viện này vào thế kỷ 4. Tuy nhiên có bằng chứng ghi lại rằng tu viện có từ thế kỷ thứ 7. Đây là nhà thờ Armenia thứ hai được xây dựng chỉ sau Vương cung Thánh đường Etchmiadzin và trở thành một giáo phận vào thế kỷ 10. Nó sau đó đã bị phá hủy trong một trận động đất vào năm 1319, và được xây dựng lại trong nỗ lực của Giám mục Zachariah trong những năm 1320.
Trong suốt triều đại của triều đại Safavid vào thế kỷ 15, các tu viện được bảo tồn nhưng sau đó bị bỏ rơi trong thế kỷ 16 và 17 sau khoảng thời gian các cuộc tấn công của Ottoman khiến nhiều người Armenia đi sâu vào trong trung tâm Iran. Trong thế kỷ 18, nơi đây trở thành vạc chiến tranh giữa Nga, Ottoman và Ba Tư. Khi người Ba Tư giành được quyền kiểm soát thì các tu viện đã bị hư hại nhiều. Trong thời kỳ Qajar, người Armenia giành được quyền kiểm soát và họ đã xây dựng lại các tu viện. Tu viện Thánh Thaddeus được xây dựng lại vào năm 1814 sau đó được tân trang vào những năm 1970.
Trong khi đó, tu viện Thánh Stepanos được thành lập vào năm 649 và cũng được xây dựng lại vào thế kỷ 10. Đó là một nhà thờ Thiên Chúa giáo lớn trong lịch sử độc lập và phát triển của người Armenia. Sau khi bị hủy hoại trong trận động đất, nó được xây dựng lại bởi Đức Giám mục Zachariah trong những năm 1320. Trong thế kỷ 14, nó là trung tâm truyền giáo của khu vực. Giai đoạn này được đánh dấu bằng các bản thảo văn học và bức họa tôn giáo được vẽ. Tu viện được xây dựng lại trong giai đoạn từ năm 1819 đến năm 1825 và lại trở thành một trung tâm hoạt động tôn giáo. Nó đã được tân trang lại vào những năm 1970, và một lần nữa trong giai đoạn 1983-2001.
Ba tu viện này được ghi vào Danh sách Di sản thế giới của UNESCO vào năm 2008 theo các tiêu chí (ii), (iii) và (vi) như là ví dụ về giá trị tiêu biểu của chúng trong việc giới thiệu về truyền thống kiến trúc và trang trí của người Armenia, để trở thành một trung tâm chính cho việc phổ biến văn hoá của người Armenia trong khu vực, trở thành một địa điểm hành hương của tông đồ Thánh Thaddeus, một nhân vật quan trọng trong truyền thống tôn giáo Armenia. Chúng cũng là đại diện cho những di tích cuối cùng của nền văn hoá Armenia cổ ở vùng ngoài Armenia về phía đông nam và được bảo quản tốt.

## Kiến trúc

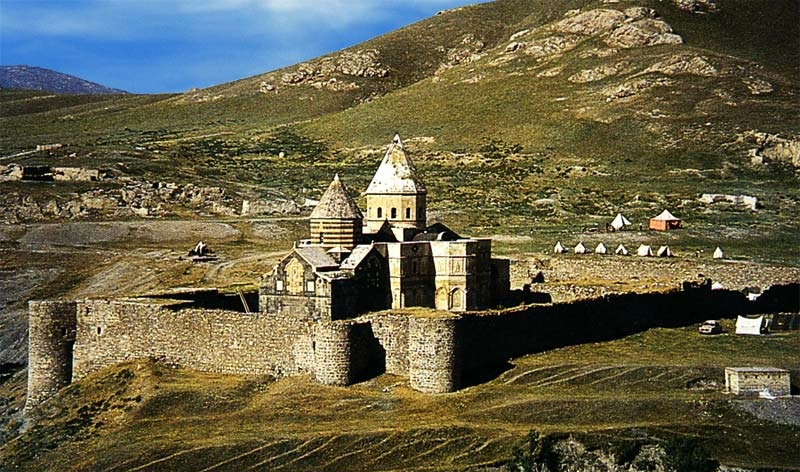
Tu viện Thánh Thaddeus

Ba công trình này là sự pha trộn giữa kiến trúc từ các nền văn hoá Byzantine, Ba Tư, Chính thống Phương Đông, Assyrian, Hồi giáo, và Armenia.

### Tu viện Thánh Thaddeus

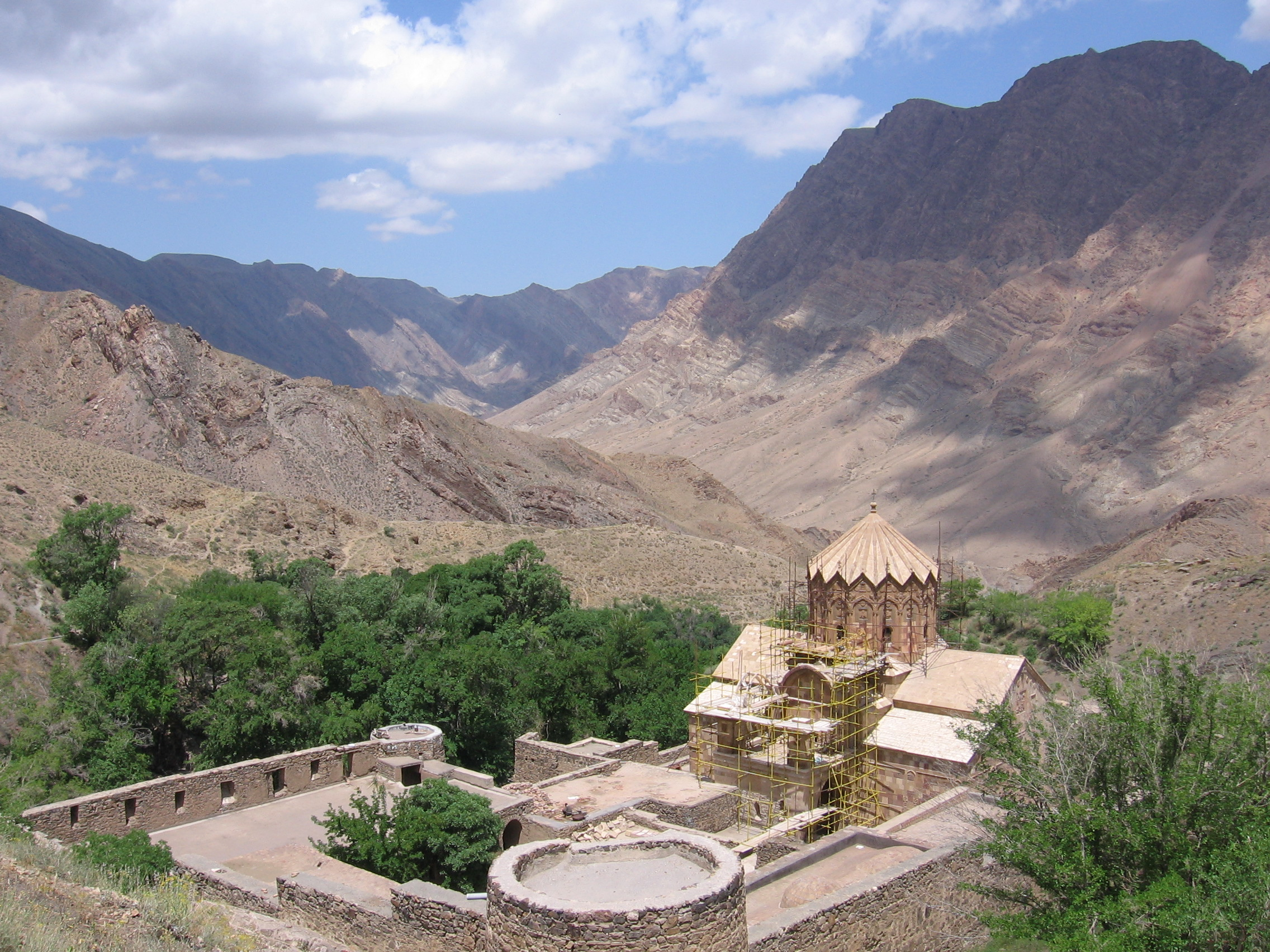
Tu viện Thánh Stepanos

Tu viện nằm tại hai khu vực, trong khi một khu vực có diện tích 29,85 ha (73,8 mẫu Anh) bao gồm tu viện và bốn nhà nguyện. Một bức tường có chu vi 64 x 51 mét (210 ft × 167 ft) với các tháp ở các góc tường bao quanh tổ hợp tu viện chính. Bên cạnh bức tường là khu nhà ở dành cho các linh mục. Sân trong của cấu trúc chính có diện tích 41,7 x 23,6 mét (137 ft × 77 ft) với một lối vào lớn được xây dựng trên bốn cột. Nhà thờ chính được gọi là Nhà thờ Trắng được xây dựng theo biến thể chéo của chữ thập giá. Nó có một mái vòm với các ô mái và một tháp chuông. Ngoài ra còn có một Nhà thờ Đen, là phần kiến trúc lâu đời nhất của tu viện có một mái vòm. Trong khi nội thất là sự pha trộn giữa Armenia và Ba Tư thì các tác phẩm nghệ thuật đầy màu sắc mang nghệ thuật kiến trúc Armenia. Ba nhà nguyện khác nằm ở phía đông bắc của tu viện chính.
Khu vực thứ hai nằm ở phía đông nam của tu viện khoảng 2 km (1,2 dặm) có diện tích 1,98 hecta (4,9 mẫu Anh), và là vị trí của Nhà nguyện Sandokt. Bên cạnh nhà nguyện là hai nghĩa trang, tại đó có một mộ đá lớn.

### Tu viện Thánh Stepanos

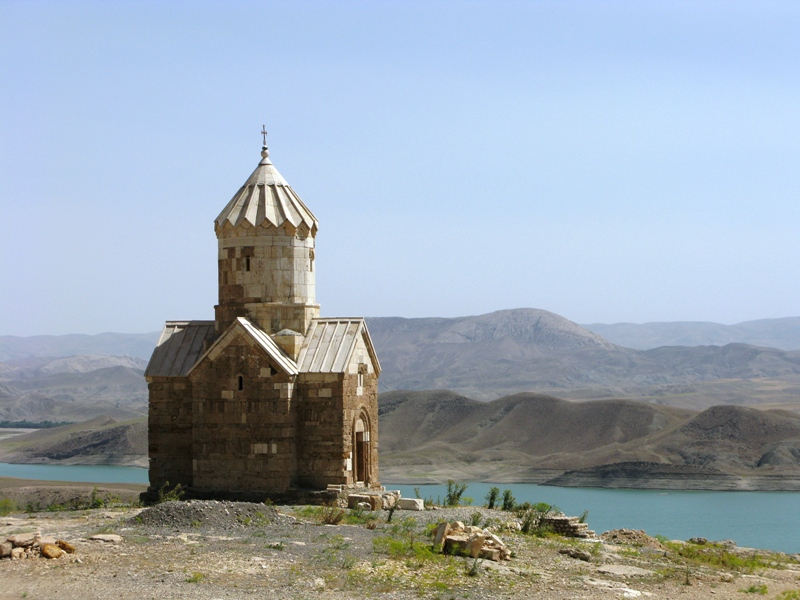
Nhà nguyện Dzordzor

Nhóm tu viện Thánh Stepanos nằm trong hẻm núi của sông Aras, gần biên giới với Azerbaijan. Khu trung tâm của tu viện có diện tích 72,06 hecta (178,1 mẫu Anh). Nhà nguyện chính nằm trên sườn dốc trong khu vực được bao bọc bởi một bức tường kín diện tích 48 x 72 mét (157 ft × 236 ft). Ngoài ra còn có nhà ở được xây dựng cho các linh mục bên cạnh tu viện. Nhà thờ, được xây dựng theo hình chéo chữ thập có chiều dài là 27 mét (89 ft) và chiều cao của nó là 25 mét (82 ft). Một lối vào với bốn trụ bên trên là một tháp chuông được xây dựng theo hai tầng, với tầng đầu tiên có hình chữ nhật, trong khi tầng thứ hai có những cột hình trụ để trợ lực cho mái vòm hình ô. Được xây dựng theo phong cách kiến trúc tôn giáo của người Armenia, nó được xây dựng bằng đá xẻ. Trong nhà thờ, có những bức tranh tường tương tự như các bức tranh ở Nhà thờ Echmiatsin, là sự pha trộn của các hình thức nghệ thuật Thiên chúa giáo và Hồi giáo.
Cách đó không xa là một ngôi làng có diện tích 10,88 ha (26,8 mẫu Anh) cùng với một nghĩa trang và nhà thờ nhỏ khác. Ngôi làng đã bị phá hủy ngoại trừ nhà thờ, một công trình được xây dựng dưới dạng Vương cung thánh đường với bốn trụ đỡ mái vòm. Nghĩa trang có ngôi mộ có niên đại từ thế kỷ 16.
Xuôi về phía thượng nguồn khoảng 10 km (6,2 dặm) là nhà nguyện Chupan có diện tích 4,18 ha (10,3 mẫu Anh) nằm gần thị trấn Jolfa, bên bờ sông Aras. Nó được bảo tồn tốt với kiến trúc hình chữ nhật 5,5 x 6,5 mét (18 ft × 21 ft). Nó có một mái vòm, nhưng phần còn lại của các cấu trúc bên cạnh nhà nguyện là một đống đổ nát.

### Nhà nguyện Dzordzor
Nhà nguyện cũ của Dzordzor nằm trong thung lũng của sông Makuchay, có diện tích 0,79 hecta (2,0 mẫu Anh). Nó là tàn dư của một tu viện lớn đã từng tồn tại ở đó, toàn bộ nhà nguyện đã được chuyển sang một vị trí mới cao 600 mét (2.000 ft) do nền đất cũ bị ngập nước bởi một con đập được xây dựng trên sông. Trước khi tòa nhà bị tháo dỡ, kế hoạch chi tiết đã được thực hiện và các yếu tố tháo dỡ được đánh số để họ có thể được lắp ráp lại đúng với thiết kế tại địa điểm mới. 1500 phiến đá sử dụng tại địa điểm mới để xây dựng lại nhà thờ với mái vòm, nhưng chỉ có 250 phiến đá là mới được sử dụng, còn lại đều là từ nhà nguyện được di rời. Việc tái thiết này được thực hiện trong giai đoạn 1987-88.